# Titan A.E.
Titan A.E. je americký animovaný sci-fi film z roku 2000, který natočili režiséři Don Bluth a Gary Goldman; scénář je dílem Bena Edlunda, Johna Augusta a Josse Whedona. Snímek kombinuje techniku tradiční kreslené 2D animace s počítačově vytvořenou animací.
Film měl premiéru v USA 16. června 2000, v českých kinech jej promítali od 3. srpna 2000. Rozpočet snímku činil 75 milionů dolarů, celosvětové tržby ale dosáhly pouze částky 37 milionů. Jednalo se o třetí a poslední projekt produkční společnosti Fox Animation Studios, která byla několik dnů po premiéře Titanu A.E. z finančních důvodů uzavřena.

## Děj
Roku 3028 je Země zničena mimozemskou rasou Drejů, zbytek přeživších lidí přebývá dlouhé roky v různých vesmírných koloniích. Cale Tucker, jehož otec byl angažován v realizovaci projektu Titan, se o 15 let později vydává hledat tajemstvím obestřenou stejnojmennou kosmickou loď, která má být nadějí na znovuobnovení lidstva, neboť na palubě nese ve zkumavkách vzorky DNA.

## Obsazení
| Matt Damon       | Cale Tucker         |
| Bill Pullman     | Joseph Korso        |
| John Leguizamo   | Gune                |
| Nathan Lane      | Preed               |
| Janeane Garofalo | Stith               |
| Drew Barrymore   | Akima               |
| Ron Perlman      | profesor Sam Tucker |
| Alex D. Linz     | mladý Cale Tucker   |
| Tone Loc         | Tek                 |
| Jim Breuer       | kuchař              |

## Filmová kritika
Server Rotten Tomatoes udělil snímku známku 5,7/10, a to na základě vyhodnocení 103 recenzí (z toho 52 jich bylo spokojených, tj. 50 %). V konsenzuální kritice uvádí, že snímek má „skvělý vizuál“, avšak příběh vypadá jako „vystřižený z jiných sci-fi filmů“. Od serveru Metacritic získal film, podle 30 recenzí, celkem 48 ze 100 bodů.
Mirka Spáčilová z Mladé fronty DNES ve své recenzi uvedla: „Ač zrovna animovaný žánr si vyloženě říká o úsměvnou nadsázku, v Titanu je snad víc závažně dutého patosu než v hraném Dnu nezávislosti. Možná je to tím, že tuhle kreslenou sci-fi vymysleli u Foxů, a ne u Disneyho“.